# In Utero
Az In Utero a Nirvana harmadik és egyben utolsó stúdiólemeze, amely 1993-ban jelent meg. Az album nem ért el akkora sikereket, mint a Nevermind, de ezen is szerepelnek slágerek (Heart-Shaped Box, Pennyroyal Tea). Az együttes a Nevermindtól különböző munkát akartak készíteni, így zúzósabb számok is helyet kaptak (Scentless Apprentice, Milk It). A stúdió megpróbálta rávenni a tagokat, hogy újra felvegyék a számokat. Végül csak két számot kevertek és vettek fel újra, a Heart-Shaped Box-ot és a Pennyroyal Tea-t, előbbihez klip is készült.
Az album neve eredetileg I Hate Myself and I Want to Die lett volna, majd Verse Chorus Verse-ben gondolkodtak, csak ezután kapta az In Utero nevet. Az eredeti verzión két további dal is szerepelt volna, a Sappy és az I Hate Myself and I Want to Die. Az album amerikai kiadásain van egy rejtett szám, a Gallons Of Rubbing Alcohol Flow Through The Strip.
Az album szerepel az 1001 lemez, amit hallanod kell, mielőtt meghalsz című könyvben.

## Az album dalai
|     | Cím                                                           | Szerző(k)                           | Hossz |
| --- | ------------------------------------------------------------- | ----------------------------------- | ----- |
| 1.  | Serve the Servants                                            | Kurt Cobain                         | 3:34  |
| 2.  | Scentless Apprentice                                          | Cobain, Dave Grohl, Krist Novoselic | 3:47  |
| 3.  | Heart-Shaped Box                                              | Cobain                              | 4:39  |
| 4.  | Rape Me                                                       | Cobain                              | 2:49  |
| 5.  | Frances Farmer Will Have Her Revenge on Seattle               | Cobain                              | 4:07  |
| 6.  | Dumb                                                          | Cobain                              | 2:29  |
| 7.  | Very Ape                                                      | Cobain                              | 1:55  |
| 8.  | Milk It                                                       | Cobain                              | 3:52  |
| 9.  | Pennyroyal Tea                                                | Cobain                              | 3:36  |
| 10. | Radio Friendly Unit Shifter                                   | Cobain                              | 4:49  |
| 11. | tourette's                                                    | Cobain                              | 1:33  |
| 12. | All Apologies                                                 | Cobain                              | 3:50  |
| 13. | Gallons of Rubbing Alcohol Flow Through the Strip (bónuszdal) | Cobain, Grohl, Novoselic            | 7:33  |

## Közreműködők

### Nirvana
- Kurt Cobain – gitár, ének, háttérvokál, művészi vezető, design, fényképek
- Dave Grohl – dob, háttérvokál
- Krist Novoselic – basszusgitár

### További közreműködők
- Steve Albini – producer, hangmérnök
- Robert Fisher – művészi vezető, design, fényképek
- Alex Grey – illusztrációk
- Adam Kasper – második hangmérnök
- Michael Lavine – fényképek
- Scott Litt – keverés
- Bob Ludwig – mastering
- Karen Mason – fényképek
- Charles Peterson – fényképek
- Kera Schaley – cselló az All Apologies és Dumb dalokon
- Neil Wallace – fényképek
- Bob Weston – technikus